# Palacios de Pasargada

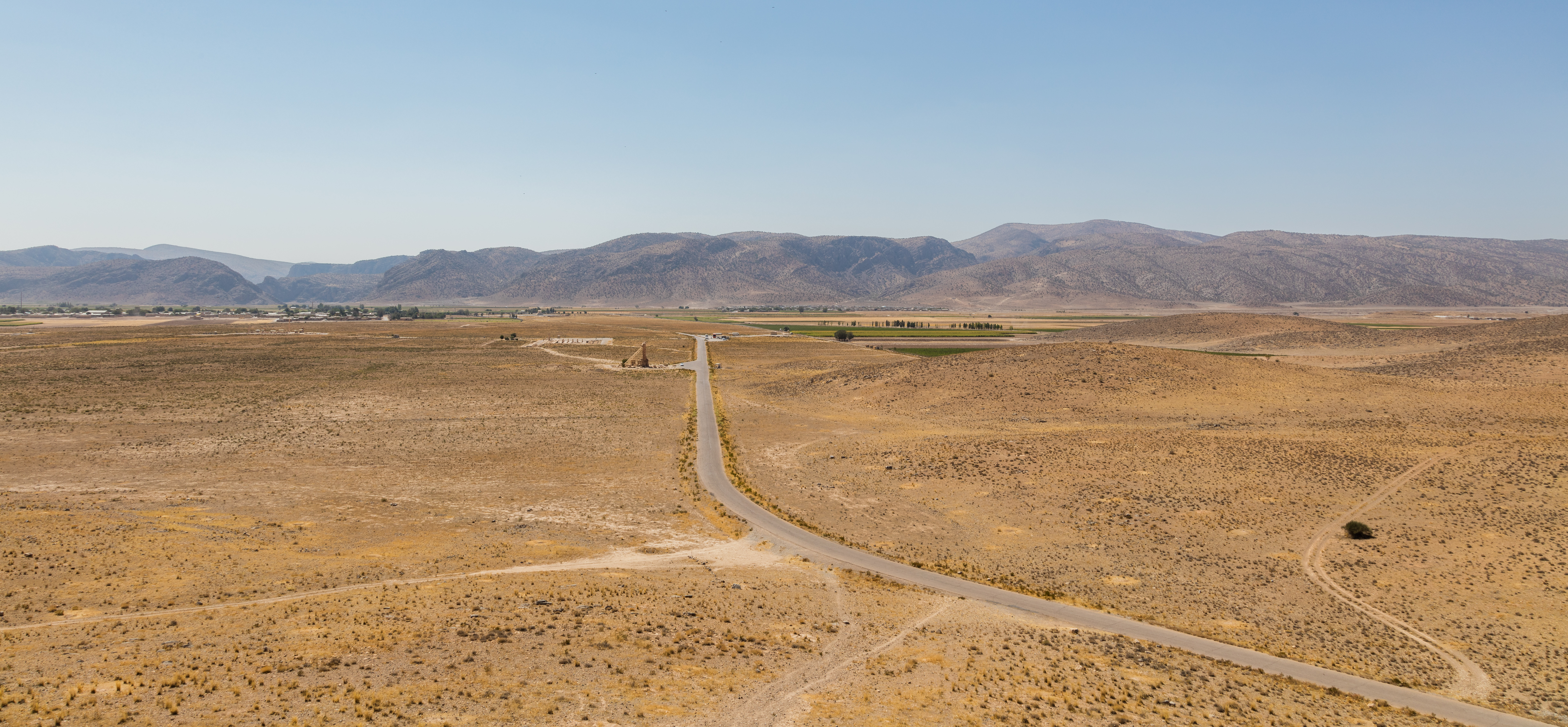
Vista desde la ciudadela.

Pasargada, al igual Persépolis, no era una capital política de los reyes aqueménidas, sino únicamente la residencia de un soberano. Por dicho motivo no contaba con un perímetro amurallado externo ni una planta urbana bien definida.
La influencia de otras regiones, como Asiria y Egipto se hace notar en los edificios de Pasargada.
La arqueología ha establecido las fechas de construcción de los edificios principales entre los años 546 y 530 a. C., así como sus planos y los métodos de construcción.
El conjunto puede ser dividido en cuatro áreas:

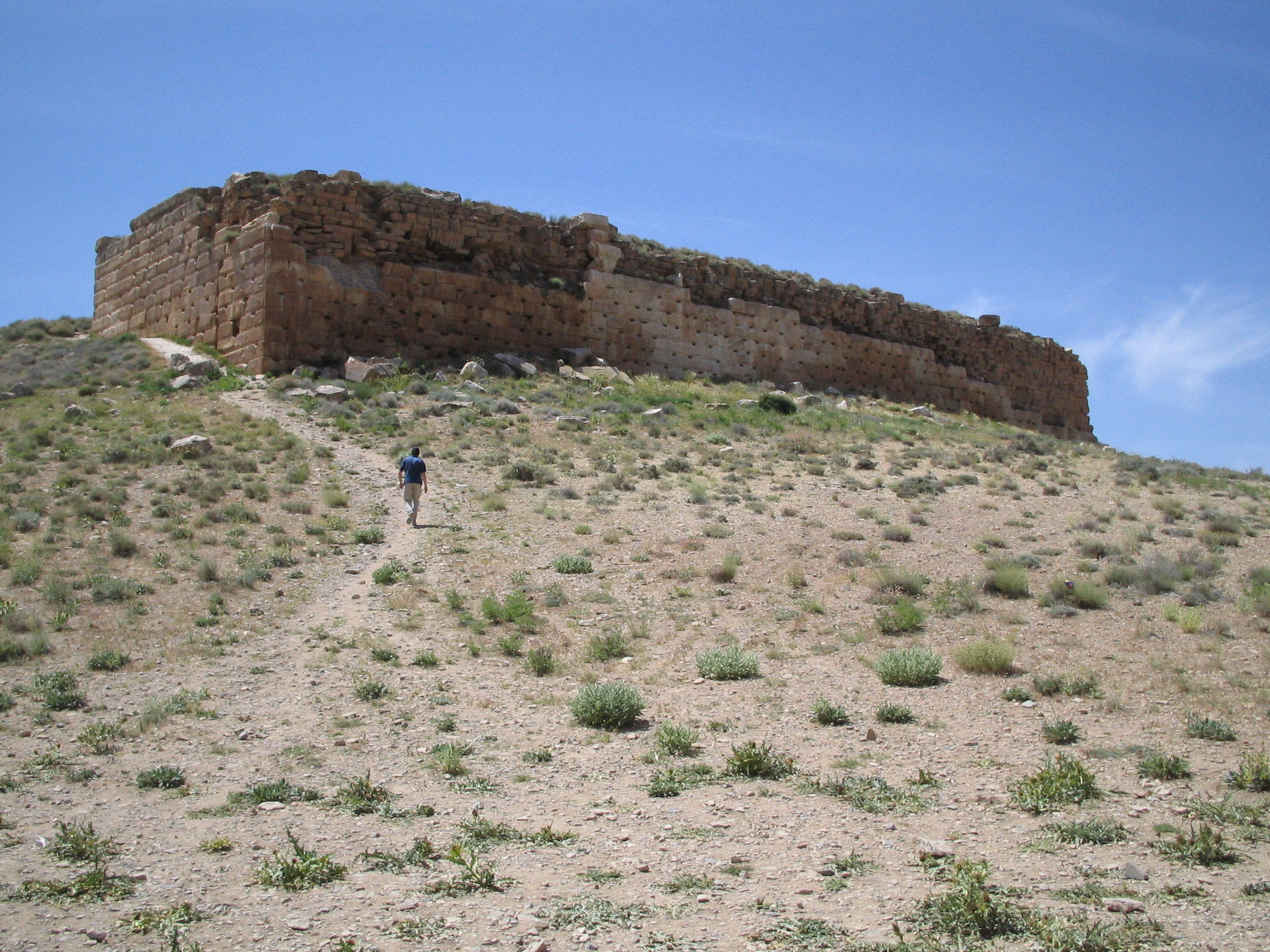
Ciudadela de Pasargada.

- la ciudadela de los palacios,
- la tumba de Ciro,
- el recinto sagrado.

## Palacios

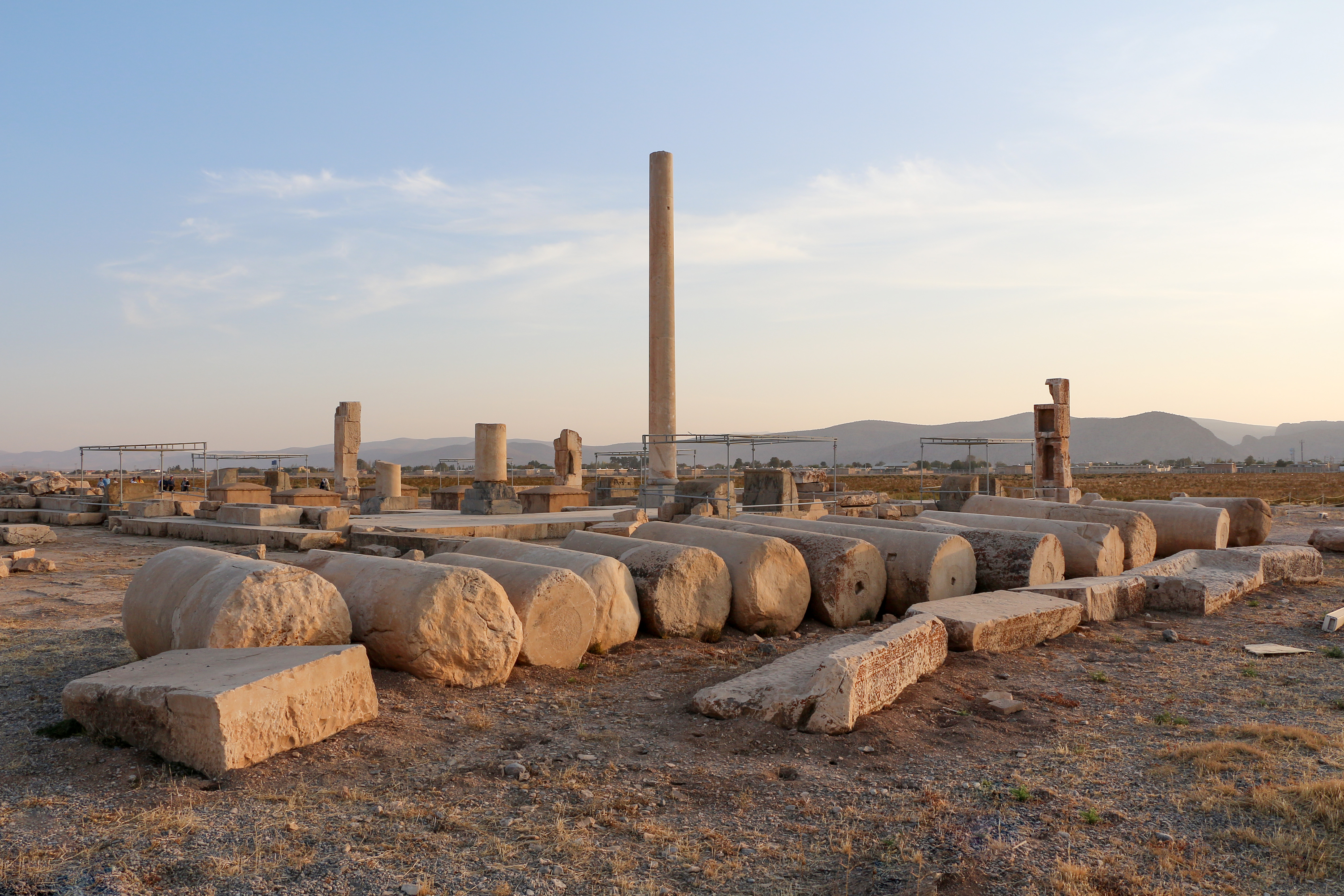
Palacio de audiencia (Palacio S).

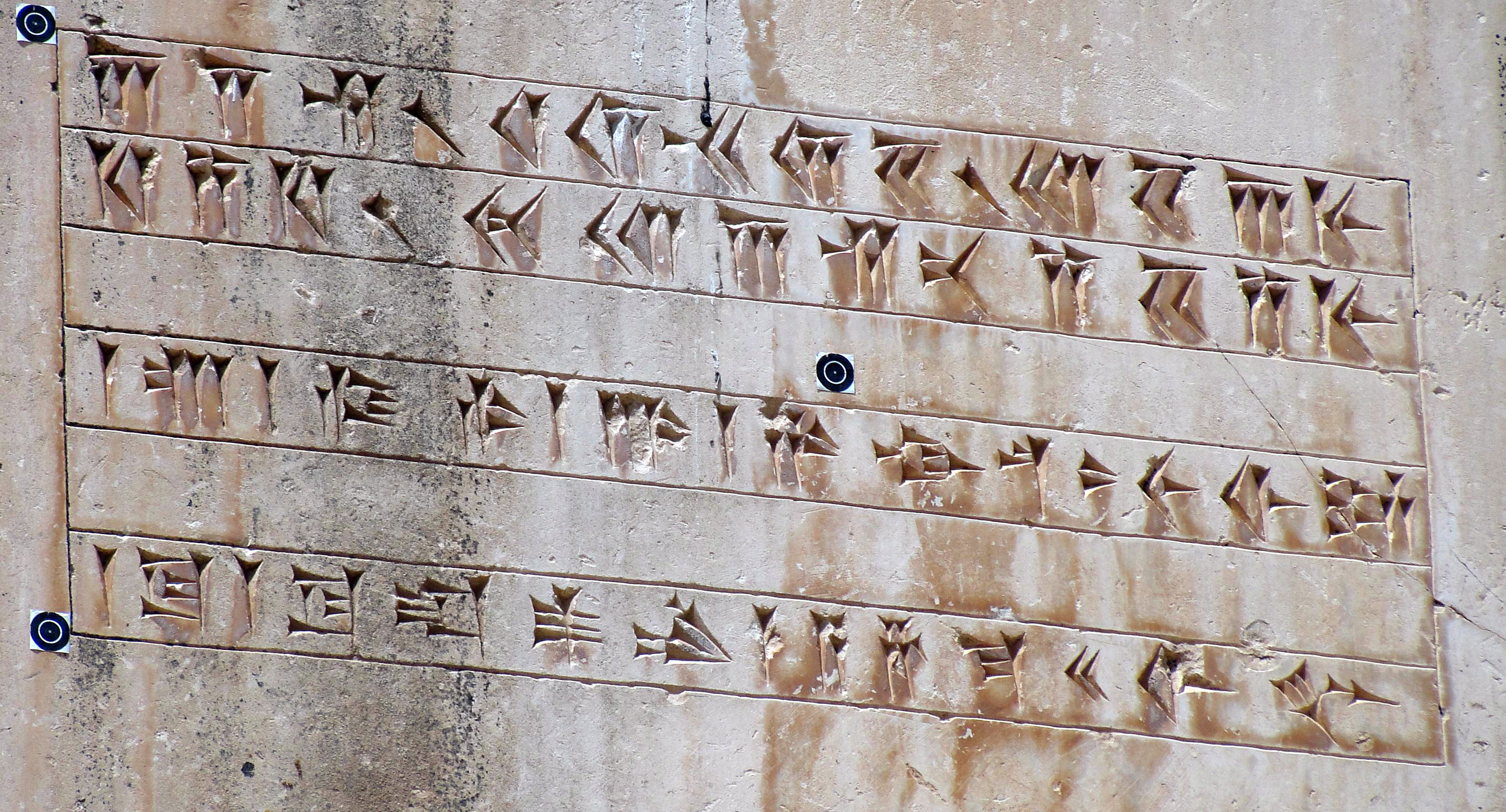
"Yo soy Ciro el rey, un aqueménida." En persa antiguo, elamita y acadio. Está tallado en una columna en Pasargada

A lo largo del camino que unía la ciudadela, donde surge la terraza denominada Tajt-e Soleimán, es decir, «Trono de Salomón», con el resto del lugar se encuentra el área palaciega, con dos palacios ubicados residenciales en mitad de un extenso jardín, así como dos pabellones pequeños. Está constituida por una puerta monumental y los dos palacios citados. La puerta, como las de Persépolis, constituye un edificio bien definido. Consta de una sala central de techo plano, sostenido por dos filas de cuatro columnas y con entradas en eje entre sí sobre todos los lados. Las entradas estaban flanqueadas, en los lados cortos, por toros, algunos de los cuales eran androcéfalos y alados, según Ernst Herzfeld. En cambio las puertas que se abrían en los lados largos estaban decoradas con relieves de caliza blanca que representaban genios alados, de los cuales uno, aunque deteriorado, está presente en la jamba este de la entrada norte. 
Los informes de los viajeros que había visitado Pasargada a mediados del siglo XIX transmitieron la existencia de una inscripción trilingüe de cuatro líneas, hoy perdida, cuyo texto en persa antiguo, elamita babilonio, era: «Yo soy Ciro, el Rey, un aqueménida». Como otras inscripciones de Pasargada, es probable que se hiciera durante el reinado de Darío I.
El genio que reúne en sí rasgos típicos de culturas diversas (corona egipcia, traje elamita y roseta de estilo lidio) fue al parecer, la primera obra realizada durante el reinado de Ciro II, probablemente con el concurso de artistas procedentes de Jonia   y Lidia, cuyo territorio había sido anexionado en 547-546 a. C.
El acceso de entrada al complejo, originalmente se haría por una puerta (la R), flanqueada por toros alados de estilo asirio que no han sobrevivido, aunque un relieve de piedra de una de las jambas ha pervivido.

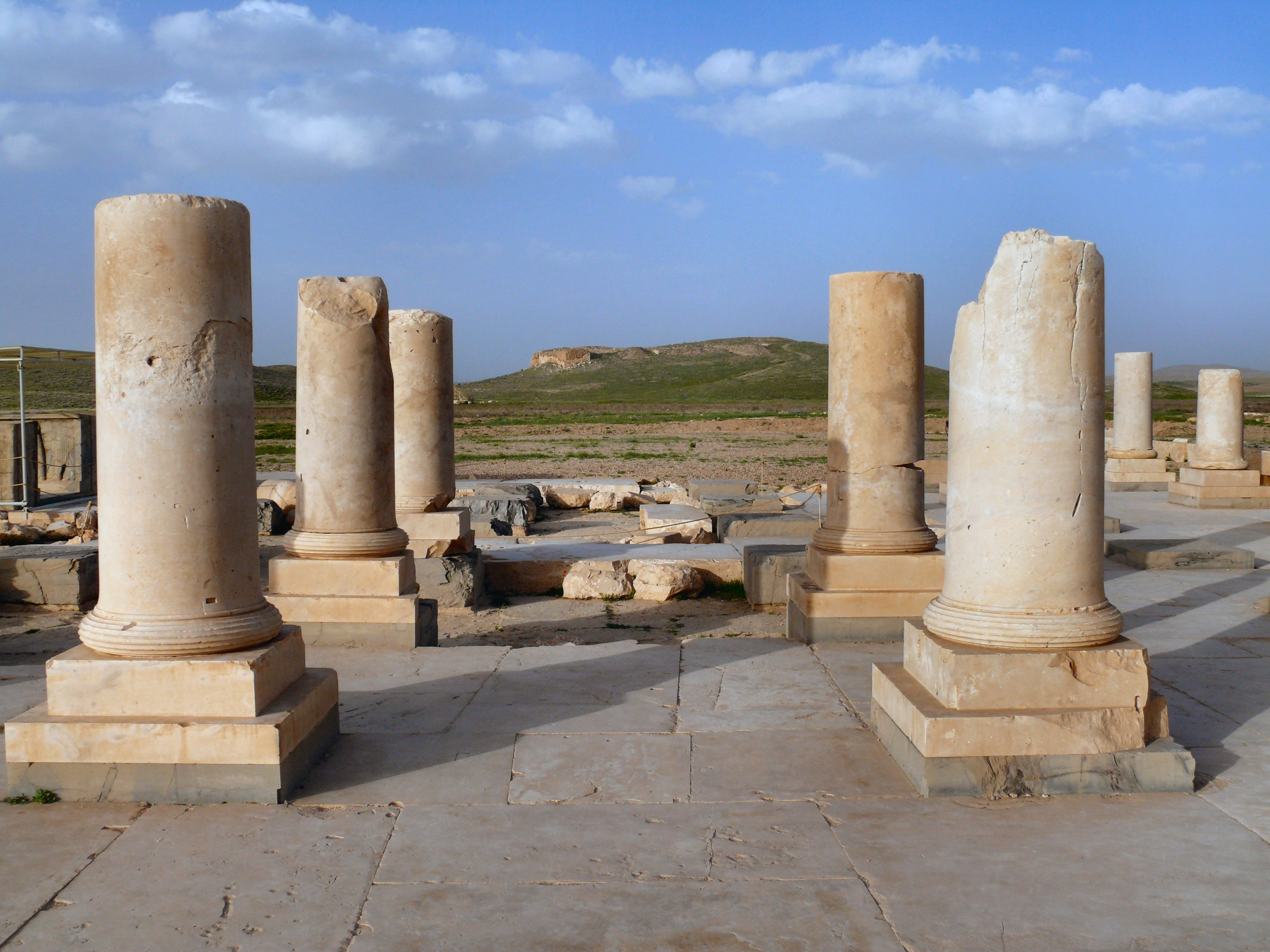
Columnas del Palacio P.

Los dos palacios (el S y el P) tienen dos salas rectangulares con columnatas. Uno de los palacios cuenta con cuatro pórticos que lo delimitan y el otro tiene dos. El palacio P halla a 200 m al norte del palacio R.
La sala de audiencias y el palacio residencial (P) constan de sala hipóstila, pórtico encuadrado en dos torres cuadradas sin ventanas, y un pórtico in antis. Treinta columnas dispuestas en dos filas se erigieron entre ambas torres. En el lado opuesto, el pórtico contaba con 48 columnas, también en dos filas. El tejado de la sala principal se sustenta sobre 5 filas de columnas, cada fila con 6 columnas.
Las puertas que daban acceso a los palacios estaban decoradas con relieves de inspiración asiria, que representaban genios y animales fantásticos en actitud de marcha, de los cuales solo se conserva la parte inferior.
En el palacio residencial (P) las jambas de las puertas muestran un personaje masculino de la realeza que camina seguido de un siervo: ambas figuras están realizadas según los cánones artísticos de la época de Darío. En los restos de los paneles escultóricos de este palacio está representado una figura de Ciro II, en mal estado de conservación. Le acompañan nobles y, posiblemente, guardias, vestidos tanto el rey como el resto de su cortejo con indumentaria persa.
En el palacio R se conservan las partes inferiores de los relieves con decoración de demonios y monstruos con patas de toro y de ave, y rabos de toro, y de sacerdotes vestidos con capas en forma de pez.
El uso constante de estructuras de piedra bicolor es una peculiaridad de las construcciones de Pasargada: columnas blancas sostenidas por bases negras, mientras que nichos y cornisas de piedra negra sobresalían sobre los muros totalmente blancos.

## Tumba de Ciro

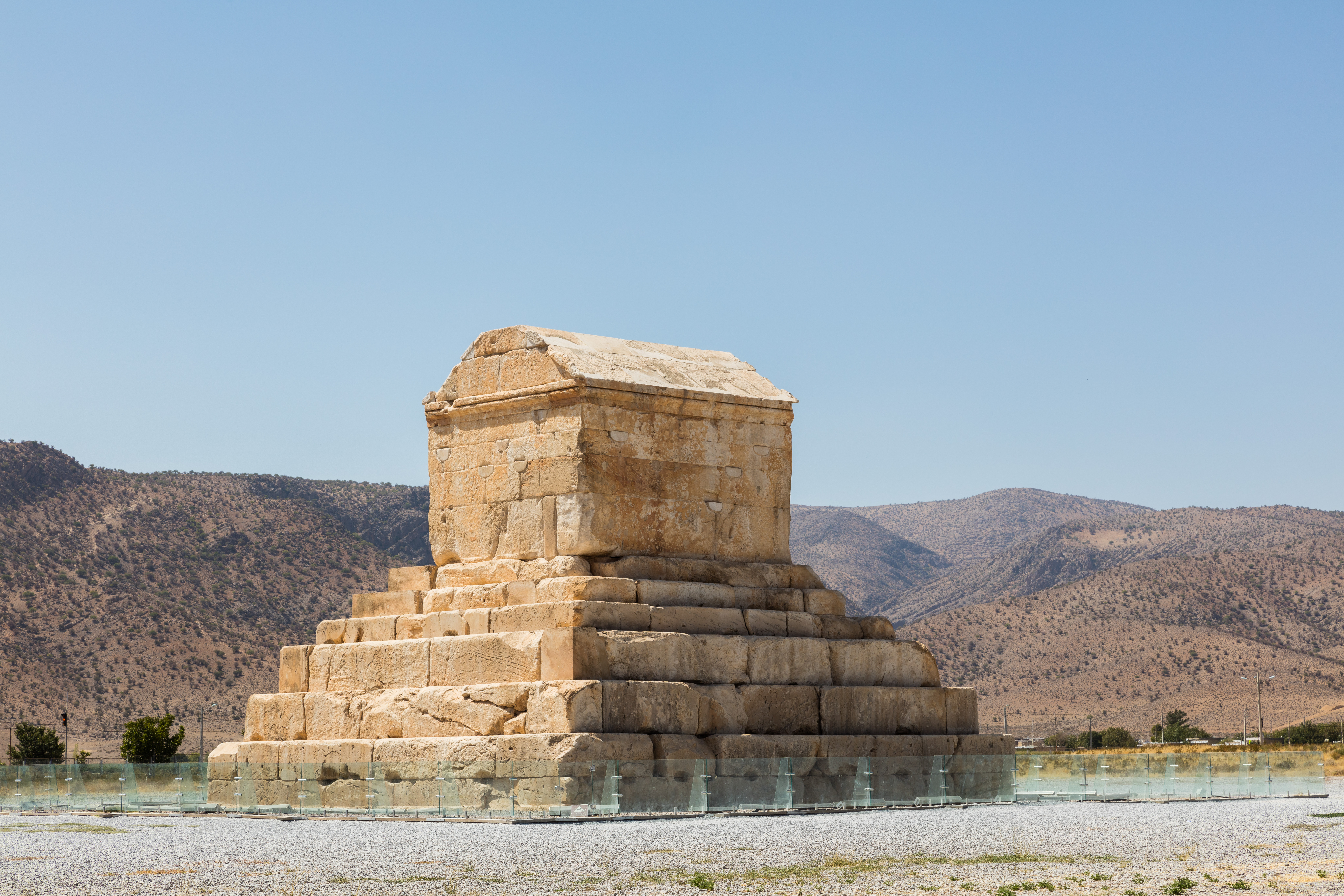
Tumba de Ciro.

Al sur del área palaciega está la tumba de Ciro. Está compuesta por dos partes: un basamento o zócalo alto formado por seis escalones de piedra, y una cella, construcción de forma modesta con techo alto de doble vertiente.
La altura total es de 11 metros. La cámara funeraria tiene 3,14 m de longitud, 2,10 m de altura y 2,10 de anchura. La puerta de acceso al lugar de sepultura, medía 1,40 m de altura y 0,78 de anchura.

## Recinto sagrado
En la parte más septentrional del complejo había dos altares y una colina con cinco terrazas artificiales. En 1964, una misión arqueológica británica realizó excavaciones en el recinto sagrado. Los arqueólogos hallaron la explicación a la construcción de los altares. El altar del sur es un zócalo macizo de un bloque de arenisca blanca. Mide 2,16 m y está sobre un base de piedra oscura. Hay una escalera de arenisca de siete peldaños en uno de los lados del zócalo, donde se sacó a la luz dos placas que son como la base del altar de fuego de la tumba de Darío I.
Las excavaciones demostraron que la colina de terrazas situada detrás de los altares, era una plataforma con peldaños a la conducía la escalera principal. La terraza inferior es de 40 x 60 m su superficie es de 10 x 15 m. En el centro de la plataforma debió  levantarse otro edificio de culto, posiblemente un altar o un templo.
Se ha especulado por qué estas tres construcciones de culto se edificaron dentro del recinto sagrado de Pasargada y en honor de qué deidades estaban dedicadas. Según una teoría estarían consagradas a Ahura Mazda, Mitra y Anahita. También se ha sugerido otro trío de dioses: Ahura Mazda, Sraosha y Arta.

## Otros edificios
La Zendan-e-Soliman (cárcel de Salomón) es una torre de piedra con las ventanas tapiadas. Otra construcción a destacar es el Tall-e-Takht, extensa plataforma de piedra probablemente ideada para un palacio que no llegaría a construirse.

### Jardín
El jardín en el que están los palacios se regaba mediante un sistema de canales de piedra que aún subsiste. No solo este es el primer ejemplo de jardines por los que Persia sería conocida posteriormente, sino que podría ser precursor del jardín formal islámico dividido en cuatro partes (chahar bagh).